# Epipsilia albescens
Epipsilia albescens là một loài bướm đêm trong họ Noctuidae.